# 日本橋丸善東急ビル
日本橋丸善東急ビル（にほんばしまるぜんとうきゅうビル）は、東急不動産が丸善の旧日本橋本店跡を再開発して2006年にオープンさせた、東京都中央区日本橋二丁目にあるオフィス兼店舗の複合ビルである。

## 概要
日本橋・中央通り沿いに面し、髙島屋東京店の向かいに位置する。
外環は花崗岩やアルミなどによるスティック状の単一エレメントを使い、幅やピッチを変えることで陰影をつくり出していることが特徴のビルである。
地下1階から地上3階まで丸善日本橋店(丸善ジュンク堂書店の登記上の本店)が入居しており、書籍は約60万冊を揃える。また書籍のほか文具やメガネサロンなども併設し、3階には丸善創業者である早矢仕有的が考案したという説もあるハヤシライス（早矢仕ライス）等を提供する「MARUZEN Cafe」がある。
他にはIDC大塚家具日本橋ショールーム、三菱商事パッケージング本店、水戸証券本社などが入居している。

## アクセス
- 所在地:東京都中央区日本橋二丁目3-10
- 東京地下鉄「日本橋駅（○銀座線○東西線）」に地下で直結
- JR「東京駅」八重洲口徒歩5分